# Murisengo
Murisengo – miejscowość i gmina we Włoszech, w regionie Piemont, w prowincji Alessandria.
Według danych na styczeń 2010 gminę zamieszkiwały 1482 osoby przy gęstości zaludnienia 97,2 os./1 km².